# Analcodes hyperchyta
Analcodes hyperchyta är en fjärilsart som beskrevs av Turner 1947. Analcodes hyperchyta ingår i släktet Analcodes och familjen praktmalar, Oecophoridae. Inga underarter finns listade i Catalogue of Life.